# 四線舌鰨
四線舌鰨為輻鰭魚綱鰈形目鰨亞目舌鰨科的其中一種，為亞熱帶海水魚，分布於西印度洋莫三比克至南非德班海域，體長可達31公分，棲息在底層水域，以底棲生物為食，生活習性不明。

## 扩展阅读
維基物種上的相關：四線舌鰨